# John McComb Jr.
John McComb Jr. (* 1763 in New York City, New York; † 1853 in New York City, New York) war ein US-amerikanischer Architekt. McComb Jr. entwickelte unter anderem das Hamilton Grange National Memorial, das Castle Clinton National Monument und die New York City Hall.

## Bauwerke
- Cape Henry Lighthouse (1792)
- Montauk Point Lighthouse (1796)

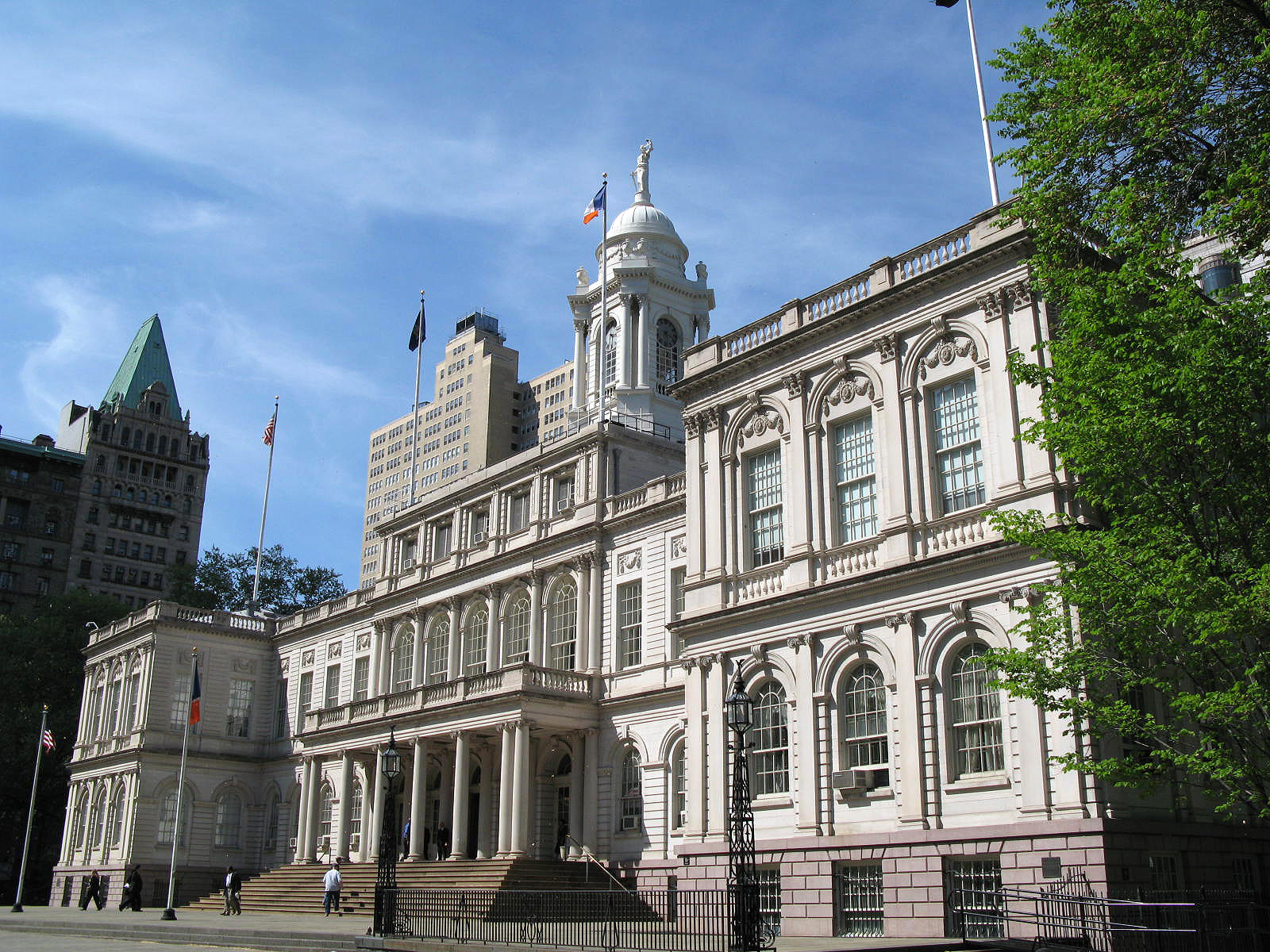
New York City Hall

- Station Eatons Neck Lighthouse (1798)
- Gracie Mansion (1799)
- Hamilton Grange (1802)
- New York City Hall (1803)
- St. John’s Chapel (New York City) (1803)
- Old Queens (Rutgers University) (1808)
- Castle Clinton National Monument (1811)
- Alexander Hall, Princeton Theological Seminary (1815)